# Feminismo islâmico
Feminismo islâmico é uma vertente do feminismo preocupada com o papel das mulheres no islamismo. Essa ramificação luta pela plena igualdade entre todos os muçulmanos, independentemente do sexo, na vida pública e privada. As feministas islâmicas defendem os direitos das mulheres, a igualdade de gênero e a justiça social fundamentadas em uma estrutura islâmica. Apesar de suas raízes no islã, os pioneiros do movimento também têm utilizado discursos feministas seculares, ocidentais ou de outras fontes não-muçulmanas e reconheceram o papel do feminismo islâmico como parte de um movimento feminista global e integrado.[ligação inativa]
Os defensores do movimento procuram destacar o que consideram os ensinamentos profundamente enraizados de igualdade na religião muçulmana  e incentivar um questionamento da interpretação patriarcal do ensino islâmico através do Alcorão (livro sagrado), dos hadith (ditos de Maomé) e da sharia (lei islâmica),  em direção à criação de uma sociedade mais igualitária e justa. O islamismo nunca questionou a possibilidades das mulheres darem assistência aos homens na guerra e nem negou a elas o direito de irem para o combate em caso de emergência. O Islã tem uma longa tradição de participação de mulheres na fé,[carece de fontes?] sendo que uma das primeiros teólogas da religião foi  Aixa,  uma das esposas de Maomé.
Países de maioria muçulmana produziram várias chefes de Estado, primeiras-ministras e secretárias de Estado, como Lala Shovkat do Azerbaijão, Benazir Bhutto do Paquistão, Mame Madior Boye de Senegal, Tansu Çiller da Turquia, Kaqusha Jashari de Kosovo e Megawati Sukarnoputri da Indonésia. Bangladesh foi o segundo país do mundo a ter dois mandatos seguidos de mulheres (Khaleda Zia e Sheikh Hasina), que governam o país como primeiras-ministras desde 1991, o que pode fazer de Bangladesh um exemplo único na história das repúblicas do mundo. Contudo,  as mulheres, em geral, nesses países,a maior parte considerados os piores para se ser mulher, continuam a ser cidadãs de classe inferior, vítimas de abusos.  A feminista muçulmana Fatima Sadiqi nota que o facto de haver mulheres na política raramente significa avanços nos direitos femininos.

## Definição

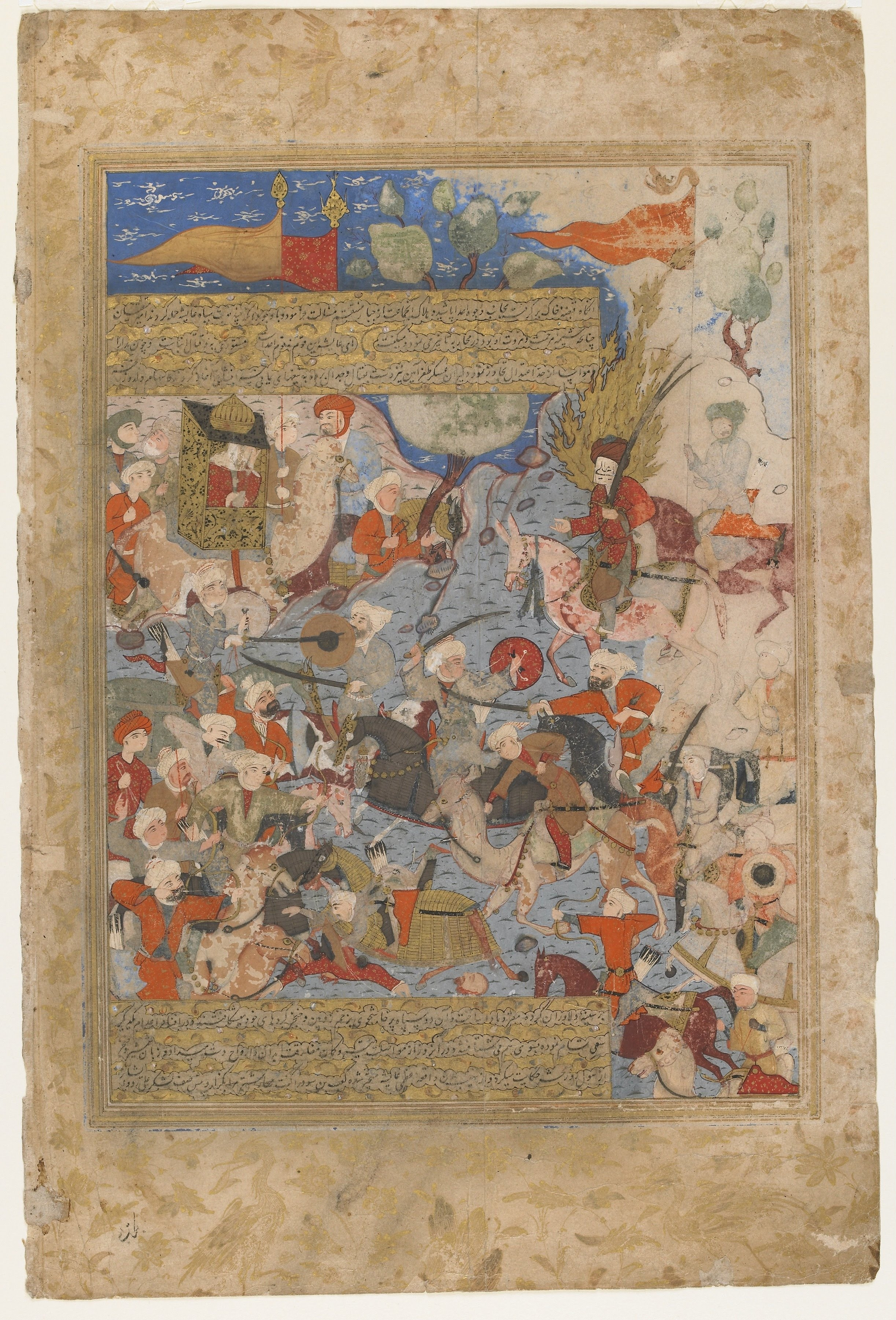
Aixa e Ali na Batalha do Camelo (Iluminura de 1571)

As feministas islâmicas interpretam os textos religiosos numa perspectiva feminista. Podem ser vistas como um ramo de intérpretes que fundamentam os seus argumentos no Islão e nos seus ensinamentos e  procuram a plena igualdade entre mulheres e homens na esfera pessoal e pública, e podem incluir  não-muçulmanos no discurso e no debate.
O termo parece ter sido usado pela primeira vez em 1990; no entanto, parece óbvio que o feminismo islâmico e/ou em territórios islâmicos existiu muito antes de lhe ser dado nome.
A expressão  "feminismo muçulmano", segundo Valentine Moghadam,  foi cunhada por feministas iranianas expatriadas no início dos anos 90 para descrever um novo discurso de  mulheres crentes na República Islâmica do Irão, que publicaram suas concepções sobre os papéis das mulheres na sociedade numa revista, a Zanan (Mulheres), que iniciou um debate em torno de várias questões, tais como: O Islão é compatível com o feminismo? É possível falar de feminismo dentro de um discurso muçulmano? O feminismo muçulmano é uma alternativa ao fundamentalismo, ou é uma ameaça aos discursos e movimentos seculares? No Irão, Egipto, Marrocos e Iémen, as feministas muçulmanas têm atacado a lei da família muçulmana.  Fatima Mernissi, uma das figuras de proa do movimento, afirma que a imagem da mulher muçulmana "silenciosa, passiva  e obediente" nada tem  a ver com a mensagem do Islão; na sua opinião, os homens muçulmanos conservadores manipularam os textos do Alcorão para preservar o sistema patriarcal e impedir a libertação sexual das mulheres, impôr-lhes o véu e restringi~las.
Margot Badran, do Centro Príncipe Alwaleed Bin Talal  de Entendimento Muçulmano-Cristão, argumenta que o Islão e o feminismo não são mutuamente exclusivos e que o "feminismo islâmico, que deriva sua compreensão e mandato do Alcorão" , busca direitos e justiça para as mulheres e para os homens, na totalidade de sua existência. "

## História
Durante os primeiros dias do Islão no século VII , mudanças nos direitos das mulheres afectaram o casamento, o divórcio e a herança. Vários historiadores e estudiosos defendem uma melhoria geral do estatuto das mulheres nas sociedades árabes, incluindo a proibição do infanticídio feminino, embora vários outros acreditem que o infanticídio era praticado tanto antes como depois do Islão.  Outros estudiosos apresentam argumentos contrários; Leila Ahmed considera que encarar a proibição de infanticídio como prova de melhoria geral da posição feminina é ao mesmo tempo impreciso e simplista. Ela comenta que não existia uma, mas sim várias  (pré-islâmicas) situações da mulher conforme as diferentes tribos. 
William Montgomery Watt afirma que Maomé,  no contexto histórico da sua época, pode ser visto como uma figura que testemunhou em nome dos direitos das mulheres e melhorou consideravelmente as coisas. Watt escreve: "Na época em que o Islão começou, as condições das mulheres eram terríveis - não tinham direito à propriedade, eram supostamente propriedade do homem, e se o homem morresse, tudo ia para os seus filhos." Maomé,  ao "instituir os direitos de propriedade, herança, educação e divórcio, deu às mulheres certas garantias básicas" .
Entre os críticos feministas da noção de que o Islão melhorou significativamente o estatuto das mulheres está Leila Ahmed, que afirma que os registos islâmicos mostram que pelo menos algumas mulheres na Arábia pré-islâmica herdaram riqueza, geriram negócios, escolheram os seus próprios maridos e trabalharam em profissões respeitadas, como Khadija. Ahmed também tem a certeza de que só, porque a Arábia pré-islâmica era matrilinear, não significa que as mulheres fossem necessariamente libertadas e empoderadas dentro da sua sociedade. Fátima Mernissi argumenta de forma semelhante que os costumes da Arábia pré-islâmica eram mais permissivos da sexualidade feminina e independência social, e não menos. Segundo ela, observando a evidência histórica, o Islão baniu todas as práticas  nas quais a autodeterminação sexual das mulheres era afirmada.
Embora ao período anterior á idade moderna faltasse um movimento feminista formal, no entanto, algumas figuras importantes defendiam a melhoria dos direitos e da autonomia das mulheres.  Fátima Alfiri, nascida cerca do ano 800,  fundou em 859 a mais antiga,  e ainda em funcionamento,  instituição de ensino superior do mundo, a Universidade al Quaraouiyine em Fez,  Marrocos.  A turca Razia Sultana (1205-1240) reinou no Sultanato de Deli de 1236 a 1240. Usava roupas masculinas e abandonou o véu. Apaixonou-se por um escravo abissínio, o que acabou por provocar a sua deposição por conflitos com a nobreza e com os religiosos. Enquanto governou, segundo os historiadores, foi muito competente e óptima administradora.

### Século 19
O movimento moderno do feminismo islâmico começou no século XIX. A poetisa iraniana Táhirih (1817-1852) foi a primeira mulher moderna a empreender a exegese do Alcorão. Nascida e criada numa família muçulmana tradicional, tornou-se um membro proeminente do movimento religioso Babismo, durante a qual denunciou abertamente a poliginia, o uso do véu e outras restrições impostas às mulheres. Numa declaração final antes da sua execução por heresia em Agosto de 1852, afirmou: "Podem matar-me assim que quiserem, mas não podeis deter a emancipação das mulheres"          .
O jurista egípcio Qasim Amin, autor do livro pioneiro de 1899 Tahrir al-Mar'a (Libertação da Mulher)", é muitas vezes descrito como o pai do movimento feminista egípcio. Na sua obra, Amin criticou algumas das práticas prevalecentes em sua sociedade na época, como a poliginia, o véu e a purdah, ou seja, a segregação sexual no Islã. Ele condenou-as considerando-as  pouco islâmicas e contraditórias com o verdadeiro espírito do Islão. O seu trabalho teve uma enorme influência nos movimentos políticos femininos em todo o mundo islâmico e árabe, e é lido e citado ainda hoje.
Contudo, e apesar do efeito de Qasim Amin nos movimentos feministas islâmicos modernos,  Leila Ahmed considera as suas obras tanto androcêntricas como colonialistas . Amin apresentou muitas concepções masculinas erradas sobre as mulheres, tais como a sua dita incapacidade de experimentar o amor; que as mulheres falam desnecessariamente dos seus maridos sem ser na  sua presença;  e que o casamento muçulmano se baseia na ignorância e na sensualidade, de que as mulheres são consideradas  a principal fonte.
Um dos pensadores masculinos mais influentes sobre as reformas no que diz respeito às mulheres, foi o egípcio Muhammad Abduh,  (1849-1905). M. Abduh não defendia o retorno às fases iniciais do Islão.Era contra a poliginia, para ele um costume arcaico, que apenas tivera justificação numa determinada altura histórica. 

### Séculos 20 e 21
Aisha Abd al-Rahman, (1913-1998) escrevendo sob o  pseudônimo de Bint al-Shati ("Filha da margem do rio"), foi a segunda mulher moderna a empreender a exegese do Alcorão, e embora não se considerasse uma feminista, os seus trabalhos refletem temas feministas. Começou a produzir os seus populares livros em 1959, no mesmo ano em que Naguib Mahfouz publicou a sua versão alegórica e feminista da vida de Maomé. Escreveu biografias das primeiras mulheres no Islão, incluindo a mãe, esposas e filhas de Maomé, bem como críticas literárias. 
Fatima Mernissi argumenta que grande parte da supressão dos direitos das mulheres nas sociedades islâmicas é o resultado de motivações políticas e da sua consequente interpretação manipuladora dos hadith, o que vai contra a comunidade islâmica igualitária de homens e mulheres vislumbrada por Maomé. 
Algumas correntes do feminismo islâmico moderno optaram por expurgar os hadith da ideologia em favor de um movimento centrado sómente nos princípios do Alcorão. Riffat Hassan, paquistanesa-americana,  defende um movimento desse tipo, articulando uma teologia em que os direitos universais da humanidade, enunciados no Alcorão, têm prioridade sobre as leis e regulamentos contextuais; para muitos muçulmanos, comenta R. Hassan, o Alcorão é uma Magna Carta dos direitos humanos. As desigualdades sofridas pelas mulheres em muitas sociedades islâmicas teriam bases culturais.

#### Associação Revolucionária das Mulheres do Afeganistão
A Associação Revolucionária das Mulheres do Afeganistão (RAWA - Revolutionary Association of the Women of Afghanistan) é uma organização feminina, fundada em 1977, em Cabul, que mais tarde se transferiu para o vizinho Paquistão. Promove os direitos das mulheres e a democracia secular. A organização tem como objetivo envolver as mulheres do Afeganistão em atividades políticas e sociais com o objetivo de adquirir seus direitos humanos e continuar a luta contra o governo do Afeganistão baseado em princípios democráticos e laicos - não fundamentalistas - nos quais as mulheres podem participar plenamente.
A organização foi fundada  por um grupo de intelectuais liderados por Meena  Keshwar Kamal. Antes de 1978, a RAWA concentrava-se principalmente nos direitos das mulheres e na democracia, mas após o golpe de 1978, dirigido por Moscovo, e a ocupação soviética do Afeganistão em 1979,  a organização  envolveu-se diretamente na guerra de resistência, defendendo a democracia e o secularismo.  Em 1979 a RAWA fez campanha contra a República Democrática do Afeganistão e organizou reuniões nas escolas para mobilizar apoios, e em 1981 lançou uma revista feminista bilingue, Payam-e-Zan (ou seja: Mensagem das Mulheres) . A RAWA também fundou escolas, prestou cuidados médicos, distribuiu alimentos para ajudar as crianças refugiadas e suas mães, oferecendo tanto hospitalização como o ensino de habilidades práticas. 
Meena foi assassinada em Quetta em 4 de fevereiro de 1987 por agentes do KGB soviético, com a ajuda do líder fundamentalista Gulbuddin Hekmatyar.
Durante o governo Taliban -de 1996 a 2001 - a RAWA dirigiu escolas secretas para meninas e filmou os assassinatos de mulheres usando câmaras escondidas sob as burqas, filmagens que ajudaram a alimentar a indignação internacional contra o regime. 

#### Movimento de Reforma Muçulmana
Em 2015 um grupo de ativistas, políticos e escritores muçulmanos emitiu uma "Declaração de Reforma" que, entre outras coisas, apoia os direitos das mulheres e afirma em parte: "Apoiamos a igualdade de direitos para as mulheres, incluindo direitos iguais à herança, testemunho, trabalho, mobilidade, direito pessoal, educação e emprego. Homens e mulheres têm direitos iguais em mesquitas, conselhos, lideranças e em todas as esferas da sociedade. Rejeitamos o sexismo e a misoginia"  A Declaração também anunciou a fundação da organização Movimento de Reforma Muçulmana ( Muslim Reform Movement) para trabalhar contra as crenças dos grupos terroristas do Médio Oriente .  Asra Nomani e outros colocaram a Declaração na porta do Centro Islâmico de Washington, que o movimento descreve como pesadamente influenciado pelo fundamentalismo saudita.

#### Sister-Hood
Sister-Hood ("Irmandade") é uma plataforma internacional para as vozes das mulheres muçulmanas fundada em 2007 pela cineasta norueguesa e ativista dos direitos humanos Deeyah Khan através de sua companhia de mídia e produção artística Fuuse.
A Irmandade foi relançada em 2016 como uma revista global online e plataforma de eventos ao vivo promovendo as vozes das mulheres de herança muçulmana. Em seis meses após o seu relançamento como revista on-line, a Irmandade ganhou o Espoke Living Best Website nos Prêmio de Mídia Asiática de 2016 por destacar a igualdade feminina, bem como criar consciência das questões que afetam as mulheres muçulmanas. Entre os embaixadores da revista da Irmandade estão Farida Shaheed do Paquistão, Mona Eltahawy do Egito, Rula Jebreal da Palestina, Leyla Hussein, somali,  e Marieme Helie Lucas da Argélia.

#### Sisters in Islam
Sisters in Islam ("Irmãs no Islão") é uma organização civil malaia,  empenhada na promoção dos direitos das mulheres numa moldura islâmica e dos direitos humanos universais. O trabalho da organização  centra-se em desafiar leis e políticas feitas em nome do Islão que discriminam as mulheres. Como tal, aborda questões cobertas pelas leis islâmicas da família e da Xaria na Malásia, tais como a poliginia, o casamento infantil, o policiamento moral,  a teoria e jurisprudência islâmica, o hijab e a modéstia,  a violência contra as mulheres e os chamados crimes  hudud.  Declaram sua missão promover os princípios de igualdade de género, justiça, liberdade, e dignidade do Islão e dar poder às mulheres para serem defensoras da mudança, em direção a uma sociedade progressiva, democrática e com liberdade de expressão.  Procuram promover um quadro dos direitos das mulheres no Islão que leve em consideração as experiências e realidades das mulheres; querem eliminar a injustiça e a discriminação que as mulheres  enfreentam, mudando as mentalidades que consideram as mulheres inferiores aos homens; querem aumentar o conhecimento público e reformar leis e políticas no quadro da justiça e da igualdade no Islão.  Os membros proeminentes são Zainah Anwar  e a co-fundadora Amina Wadud .

#### Muslim Women's Quest for Equality
Grupos como as Sisters in Islam e  RAWA, fizeram um trabalho substancial na união dos membros do Islão a favor da elevação das mulheres. Ziba Mir-Hosseini afirma:" A meu ver, o feminismo secular no mundo islâmico cumpriu seu papel histórico, abrindo o caminho para a entrada das mulheres na política e na sociedade no início do século vinte. [...] Estamos todos a ir na mesma direção, mas também precisamos reconhecer e valorizar a diversidade nas nossas abordagens e criar espaços onde diferentes  feminismos e vozes possam trabalhar juntos para o mesmo objetivo." 
Esforços mais específicos incluem os do grupo Muslim Women's Quest for Equality ("Busca  das Mulheres Muçulmanas pela Igualdade"), quando apresentaram uma petição ao Supremo Tribunal  da Índia contra as práticas do talaq-e-bidat (triplo talaq), nikah halala ( em que,  após o divórcio por triplo talaq, a mulher casa com outro homem, de quem a seguir se divorcia para poder casar de novo com o ex-marido) e poliginia sob as leis muçulmanas, que consideraram  ilegais e inconstitucionais  em Setembro de 2016.

#### Musawah
Em 2009, doze mulheres do mundo árabe formaram o movimento global Musawah, ou seja "igualdade" em árabe.  O Musawah defende interpretações feministas dos textos islâmicos e apela às nações para que respeitem as normas internacionais de direitos humanos, como as promulgadas na Convenção sobre a Eliminação de Todas as Formas de Discriminação Contra a Mulher. A abordagem de Musawah segue os moldes das Sisters in Islam.  Um dos objetivos do Musawah é persuadir os muçulmanos de que as leis da Sharia não são divinas, mas sujeitas a discussão. 
As feministas seculares têm criticado o  Musawah, argumentando que o Islão é um terreno instável para construir um movimento feminista, dado que a interpretação das fontes islâmicas é subjectiva.

#### Feminismo Ex-Muçulmano
O percurso pessoal de várias feministas muçulmanas conduziu-as por vezes á rejeição do próprio Islão, como é o conhecido caso de Ayaan Hirsi Ali, somali-holandesa-americana, simpatizante da Irmandade Muçulmana na sua juventude, que se tornou ateísta. Sob proteção policial constante, vive actualmente nos EUA, onde fundou em 2007 a AHA Foundation,  sem fins lucrativos, que entre outras actividades luta contra os  casamentos forçados, mutilação genital feminina e crimes de "honra" . 
Em Junho de 2007, Maryam Namazie foi co-fundadora do Council of Ex-Muslims of Britain (Conselho de Ex-Muçulmanos da Grã Bretanha). O Conselho procura proporcionar um porto de abrigo  para ex-muçulmanos em apuros, sensibilizar para os problemas que envolvem a apostasia, blasfémia, homofobia, sexismo e outras formas de repressão, intolerância e discriminação no Islão, organiza e assiste a protestos públicos e campanhas online pelos direitos humanos de ex-muçulmanos.
No início de 2007, a iraniana  Mina Ahadi e a turca  Arzu Toker estiveram  entre os fundadores do Zentralrat der Ex-Muslime (Conselho Central de Ex-Muçulmanos) , uma associação alemã que pretende representar as pessoas que renunciaram ao Islão. Toker opina que o Islão é desumano, contrário à Constituição alemã e ao mesmo tempo hostil em relação ás mulheres e aos homens : segundo ela, os homens  no Islão estão a ser degradados à condição de máquinas reprodutoras..
Em 2015, Aliya Ali Saleem,londrina, filha de pais paquistaneses,  juntamente com o seu colega saudita  Imtiaz Shams, um ateu ex-muçulmano da Arábia Saudita, co-fundou o grupo Faith to Faithless (Da Fé à Descrença)  . A organização apoia aqueles que deixam o Islão e também outras religiões, desafia a discriminação enfrentada pelos não-religiosos e visa criar consciência das questões envolvidas na saída da religião.  Saleem e Shams começaram por realizar eventos sobre a  "saída" nas universidades, onde ex-muçulmanos e outros apóstatas podiam contar suas histórias na presença de colegas que também tinham passado pela desconversão.
Ex-Muslims of North America ( Ex-muçulmanos da América do Norte, ou EXMNA ), é outra organização operando no Canadá e nos EUA. Fundada em 2013 por Muhammad Syed e Sarah Haider, pretende suportar os que deixam o Islão, especialmente  os que não podem assumi-lo por medo de agressões  ou  rejeição das suas comunidades. O EXMNA descreve seu objetivo como a criação de um porto seguro para ex-muçulmanos que procuram uma comunidade fora do seu meio religioso. Defende a aceitação da dissidência religiosa, dos valores seculares e quer pôr fim à discriminação que os ex-muçulmanos enfrentam.  Um porta-voz da organização no Canadá, Nas Ishmael, responde ás acusações de islamofobia: "Criticamos a ideologia, criticamos a ideia, mas não somos partidários de qualquer espécie de intolerância anti-muçulmana"
Women Living Under Muslim Laws (Mulheres Vivendo Sob Leis Muçulmanas) foi formada em 1984 em resposta a três casos em países e comunidades muçulmanas em que às mulheres estavam a ser  negados direitos alegando leis e costumes ditos muçulmanos.  Nove mulheres - da Argélia, Marrocos, Sudão, Irão, Ilhas Maurícias, Tanzânia, Bangladesh e Paquistão reuniram-se e formaram a WLUML, uma organização de apoio às lutas das mulheres locais. A sua figura principal foi a argelina Marieme Helie-Lucas. A rede é orientada por Planos de Ação, revistos periodicamente.
Segundo a organização,  o nome escolhido  desafia o mito de um "mundo muçulmano" homogéneo, que não reflete que as leis ditas muçulmanas variam de um contexto para outro e  são de diversas fontes: religiosas, consuetudinárias, coloniais e seculares. Os muçulmanos são governados simultaneamente por muitas leis diferentes: leis reconhecidas pelo Estado (codificadas ou não) e leis informais como as práticas consuetudinárias, que variam de acordo com os contextos culturais, sociais e políticos.
Ni Putes Ni Soumises (Nem Putas Nem Submissas) é um movimento feminista francês, fundado em 2003.É também o título de um livro escrito por Fadela Amara , uma de suas fundadoras, com a ajuda da jornalista Sylvia Zappi, jornalista do Le Monde. O nome da organização reflete as duas escolhas oferecidas às jovens muçulmanas no meio dos  subúrbios de França: prostituta ou serva. Dois graves acontecimentos desencadearam a criação de Ni Putes Ni Soumises: a 4 de Outubro de 2002, em Vitry-sur-Seine, o assassínio de  Sohane Benziane, 18 anos, filha de imigrantes, queimada viva por dois jovens, também descendentes de imigrantes; e o caso de Samira Bellil, autora do livro Dans l'enfer des tournantes, no qual narra as suas experiências da chamada  "loi des cités", violada em grupo várias vezes desde os 13 anos de idade. 

## Áreas de Campanha

### Leis Pessoais
Passagens do Alcorão parecem apoiar  a ideia da obrigação religiosa de um homem sustentar as mulheres ,  como a Sura al-Nisa, 34 . Alguns estudiosos, como a antropóloga Carolyn Fluehr-Lobban em seu trabalho sobre o engajamento de mulheres ativistas árabe-muçulmanas em movimentos religiosos seculares, argumentam que essa afirmação de uma obrigação religiosa "tem sido tradicionalmente usada como uma razão para a prática social da autoridade masculina". Em alguns países, a aplicação legislativa e administrativa da autoridade masculina é usada para negar o acesso das mulheres à esfera pública através da "proibição de viajar ou trabalhar fora de casa, ou mesmo dirigir um carro". Só em Junho de 2018 a  Arábia Saudita anunciou que poria fim à sua política de longa data que proibia as mulheres de dirigir.  Várias ativistas femininas haviam protestado contra a proibição - o curioso é que não existia qualquer lei específica -  entre elas a ativista dos direitos femininos Manal al-Sharif, colocando vídeos delas próprias dirigindo em plataformas de mídia social.

### Código de vestuário
O Alcorão exige que as mulheres (e também os homens)  se vistam modestamente; este conceito é conhecido como hijab (حجاب) - uma palavra que significa capa, tela, ou cortina -  e é objecto de várias  interpretações no mundo muçulmano, desde o uso da burca até ao simples véu, mais ou menos solto, sobre a cabeça.
As mulheres muçulmanas são obrigadas a observar o hijab na frente de qualquer homem com quem teoricamente se possam casar.
Várias feministas islâmicas, como Fadela Amara, apoiam a proibição do hijab por várias razões. Amara explicou o seu apoio à proibição francesa do hijab em edifícios públicos: "O véu é o símbolo visível da subjugação das mulheres e, portanto, não tem lugar nos espaços mistos e seculares do sistema escolar público francês". Quando algumas feministas começaram a defender o véu com base na "tradição", Amara afirmou: "Não é tradição, é arcaico! As feministas francesas são totalmente contraditórias. Quando as argelinas lutaram contra o uso do lenço de cabeça na Argélia, as feministas francesas apoiaram-nas. Mas quando se trata de uma jovem numa escola francesa dos subúrbios, elas não o fazem. Elas definem liberdade e igualdade de acordo com a cor da sua pele. Elas não denunciarão casamentos forçados ou mutilação genital feminina, porque, dizem, é tradição. Não é mais do que neocolonialismo". 
Sihem Habchi, da organização  Ni Putes Ni Soumises, expressou  o apoio à proibição francesa da burca em locais públicos, afirmando que  era uma questão de "princípio democrático". Habchi só consegue ver na burca "um símbolo da opressão das mulheres por aqueles que lutam contra a integração e a igualdade dos sexos". .
Por outro lado, existe  também um forte apoio a favor do véu. Alguns homens e mulheres vêem agora o véu como um símbolo de liberdade islâmica. Como um número crescente de mulheres tem aceitado e incorporado o hijab em seu traje cultural,  e estão começando a reivindicar um significado por trás do véu. O próprio véu age como uma experiência diferente consoante  cada mulher que o usa.  Anne-Emmanuelle Berger anota que não se deve, contudo,  subestimar a coerção como um fator, especialmente nos últimos anos, quando (seu exemplo)  o terrorismo  contra civis na Argélia e a crescente intimidação decorrente do sucesso social dos chamados  "islamistas"  no Egito têm inegavelmente levado  milhares de mulheres assustadas, cansadas ou energeticamente "persuadidas" a usar o véu. 
Leila Ahmed é de opinião que o véu não  é mais uma versão "bandana" da burca afegã, sinalizando a submissão de uma mulher a uma lavagem cerebral ou, no mínimo, a sua falta de escolha. Hoje, diz Ahmed, o véu muitas vezes reflete valores e atitudes que pouco  têm  a ver com devoção. Muitas jovens mulheres no pós-11 de Setembro, observa ela, começaram a usar o véu para protestar contra a discriminação anti-muçulmanos ou para expressar a sua solidariedade para com a causa palestiniana.
Segundo Asma Barlas, o Alcorão  (33:59 , 24:30-31) não usa as palavras véu, hijab, burca, chador, ou abaya. Ele usa as palavras jilbab  ( جِلْبَاب ) que significa capa e khumur  que significa xaile, e estes não cobrem o rosto, as mãos ou os pés. Ela afirma que do terceiro até o século nono as mulheres rezavam sem véu nas mesquitas. A cobertura de todo o corpo com a burca, chador e outras peças de vestuário é uma tradição e manifesto cultural de uma leitura conservadora do Alcorão pelos Mullahs - homens, e não é o que o próprio Alcorão afirma.

### A Mulher na Mesquita
Uma pesquisa feita nos EUA pela Islamic Society of North America  e outras organizações muçulmanas  mostrou que duas em cada três mesquitas em 2011 exigiam que as mulheres rezassem em uma área separada. acima de uma em cada duas em 1994.  As feministas islâmicas protestam contra isso, defendendo que as mulheres sejam autorizadas a rezar ao lado dos homens sem  divisões, como fazem em Meca.  Em 2003, Asra Nomani desafiou as regras em sua mesquita em Morgantown, Virgínia Ocidental, que exigiam que as mulheres entrassem por uma porta dos fundos e rezassem num balcão isolado. Ela argumentou que Maomé não colocou as mulheres atrás de barreiras, e que as separações  que impedem as mulheres de rezar em igualdade com os homens são apenas regras sexistas feitas pelo homem. Os homens da mesquita puseram-na em julgamento para ser banida.
Em 2010, a muçulmana americana Fátima Thompson e algumas outras mulheres organizaram e participaram de uma oração (pray-in) no Centro Islâmico de Washington. A polícia foi chamada e ameaçou prender as mulheres quando elas se recusaram a sair da sala principal de oração. As mulheres continuaram o seu protesto contra serem confinadas  no que chamavam de "caixa de penalidade" (um espaço de oração reservado às mulheres)  uma sala escura e sobreaquecida. Um segundo protesto,  também encenado pelo mesmo grupo,  na véspera do Dia Internacional da Mulher em 2010 resultou em chamadas para a  polícia e ameaças de prisão. Em Maio de 2010, cinco mulheres rezaram junto dos homens na mesquita Dar al-Hijrah, um dos maiores centros islâmicos da região de Washington . Após as orações, um membro da mesquita chamou a polícia, que pediu às mulheres que saíssem . Pouco mais tarde, foi decidido que a polícia de Washington não interviria mais em protestos de tal natureza..
Em 18 de Março de 2005,  a feminista  Amina Wadud conduziu uma oração de sexta-feira em Nova Iorque. Isso gerou uma controvérsia dentro da comunidade muçulmana por o imã ser uma mulher, Wadud, que também proferiu o khutbah, ou seja, o sermão que habitualmente antecede a oração. Além disso, a congregação a que ela se dirigiu não estava  separada por géneros. Este afastamento da prática ritual estabelecida tornou-se um desempenho corporificado de justiça de género aos olhos de seus organizadores e participantes. O evento foi amplamente divulgado nos mídia  e causou um debate  global entre os muçulmanos. Contudo, muitos crentes, inclusive mulheres, desaprovam a ideia de uma mulher como imã. Muzammil Siddiqi, presidente do Conselho de Fiqh da América do Norte, argumentou que a liderança de oração deveria permanecer restrita aos homens. Baseou os seus argumentos na prática de longa data e, portanto, no consenso comunitário e sublinhou o perigo de as mulheres distraírem os homens durante as orações.

### Sura An-NisaVerso 34
A Sura An-Nisa ("As Mulheres")  é a quarta sura do Alcorão, revelada em  Medina. Nela está contida um dos mais citados versos do Alcorão: o verso 34:
"Os homens são os protectores (ou guardiões) das mulheres, porque Alá fez uns superiores aos outros e porque eles gastam os seus bens para as manter. As boas mulheres são as obedientes, guardando o segredo como Alá ordenou que fosse guardado. Quanto àquelas de quem temeis rebelião, admoestai-as, e deixai-as sozinhas nos leitos, e batei-lhes. Então, se vos obedecerem , não procureis meios contra elas..." 
Com ligeiras variantes, tem sido esta a tradução clássica do verso. Assim o traduzem Marmaduke Pickthall,  Yusuf Ali, Muhammad Taqi Usmani, e Maulvi Sher Ali entre outros.
A activista marroquina dos direitos da mulher Fatima Mernissi já se tinha debruçado sobre este verso na década de 1980. Ela salientou que não achou tradição que o próprio Profeta alguma vez tivesse levantado a mão contra uma das suas mulheres, e sugeriu que a permissão do Profeta para o uso da violência contra as mulheres foi dada sob a influência de Omar ibne Alcatabe  (controverso segundo califa do Islão, 634-644), conhecido pela sua misoginia. Para Mernissi, o verso santifica o direito dos homens de bater  nas mulheres em caso de rebelião contra a autoridade masculina.
No início dos anos 90, a feminista Amina Wadud lidou com a primeira parte do verso. Rejeitou a opinião de que a expressão árabe "qawwamuna 'ala"  implicasse que o Corão colocava o homem num plano superior à mulher; afirma que, pelo contrário, essa expressão indica um compromisso dos homens de apoiá-las financeiramente durante o período em que suas esposas são impedidas de trabalhar devido à gravidez e à amamentação, porque os homens têm maiores recursos financeiros nessa altura. A. Wadud é de opinião que em relação à preferência material, existe apenas uma referência no Alcorão que especifica que Alá determinou para os homens uma porção maior do que para as mulheres: herança - a mulher herda metade do que herda o homem.
Laleh Bakhtiar, autora, tradutora e psicóloga  iraniana-americana, a viver nos EUA,  tinha iniciado  uma tradução do Alcorão para a língua inglesa quando deparou com o verso 34 da Sura An-Nisa. Perturbada,  quase abandonou o projecto na altura: ""Decidi que (o verso) tinha de  ter um significado diferente, ou não podia  continuar a  traduzir", disse Bakhtiar, que adotou a fé islâmica de seu pai já adulta e não tinha refletido no verso anteriormente. "Eu não podia acreditar que Alá aprovaria prejudicar outro ser humano a não ser na guerra." Após encontrar uma tradução alternativa, prosseguiu o seu trabalho e publicou  "The Sublime Quran" em 2007, a primeira tradução inglesa do Alcorão por uma mulher americana.
A tradução de L.Bakhtiar tenta ter uma perspectiva feminina e admitir significados alternativos para muitos termos árabes que são ambíguos ou cujo significado os estudiosos tiveram que adivinhar por causa da antiguidade da língua. O seu trabalho procura criar um entendimento entre não-muçulmanos e muçulmanos.
Na sua tradução do Alcorão, ela traduz kāfirūn (kafir) como "aqueles que são ingratos" em vez das traduções comuns "incrédulos" ou "infiéis". Ela também traduz a palavra árabe ḍaraba no capítulo 4, versículo 34, referente ao tratamento de um marido em relação a uma esposa rebelde, como "afastar-se", em vez da comum "bater" ou "golpear". As palavras inglesas "God" (Deus) e "Mary" são usadas em vez das árabes Alá  e Maryam.  
As reações não se fizeram esperar. O chefe de uma das principais organizações muçulmanas do Canadá, a Sociedade Islâmica da América do Norte (ISNA), Mohammad Ashraf, disse que não permitiria que o livro de Bahktiar fosse vendido na livraria da ISNA porque ela não foi treinada numa instituição acadêmica credenciada no mundo muçulmano (e cita uma universidade na  Arábia Saudita como uma delas) e também disse que "esta tradução amiga da mulher estará desalinhada e não irá muito longe" e que "foi dado às mulheres uma posição muito boa no Islã" 
Bakhtiar discorda de tais críticas dizendo: "A crítica existe porque sou mulher". Ela também comenta que alguns outros conhecidos tradutores do Alcorão não eram considerados estudiosos islâmicos . Bakhtiar deixa claro que este livro é uma tradução, não um comentário, e que não abordou outras questões potencialmente divisórias, tais como o vestuário,  a modéstia das mulheres, o domínio masculino e a poliginia.

### As Mulheres Curdas e o Veganismo
As mulheres curdas fazem uma ligação entre o feminismo e o veganismo, onde existe uma crítica do controle sobre animais, no qual teriam semelhanças com o controle das mulheres. É o que elas chamam de "animalização" das mulheres. Na região do Curdistão, as mulheres feministas fazem um alinhamento entre ecologia, raça, gênero e religião, tornando o movimento bem único e complexo, onde há um lema chamado "Jin, Jiyan e Azadi" ("mulher, vida e liberdade"), onde também há uma luta por terra.
A pauta ambiental vai para além da questão animal nessa região do Oriente Médio. Essas mulheres sofrem com os conflitos pelo petróleo no Curdistão e outros lugares próximos, o que fez com que a ecologia também fosse tratada como um assunto central para os curdos e incorporado pela luta das mulheres. Elas criticam a forma como os recursos naturais são geridos e explorados.
Isso tudo mostra que as mulheres estão inseridas em diversas lutas simultâneas, sendo protagonistas em muitas frentes, como no quesito religioso, no quesito político, de gênero, ecológico etc. Isso mostra que elas não são limitadas, mas que sofrem de múltiplas formas.
Um grupo armado feminino fundado em 2012, YPJ, divulgou, em 2019 um relatório mostrando que nos territórios autônomos do Curdistão a igualdade de gênero é a base da construção política comunitária dessas regiões, o que mostra que elas são bem avançadas em sua luta.